# Ганс Дорр
Ганс Дорр (нім. Hans Dorr; 7 квітня 1912 — 17 квітня 1945) — німецький офіцер військ СС часів Другої світової війни, кавалер Лицарського хреста з дубовим листям та мечами.

## Друга світова війна
Брав участь у Польській кампанії 1939 року у складі полку «Німеччина» (командир взводу, унтерштурмфюрер). Нагороджений Залізним хрестом 2-го ступеня.
У Французькій кампанії (1940) — командир роти (оберштурмфюрер), поранений, нагороджений Залізним хрестом 1-го ступеня.
З 22 червня 1941 року брав участь у війні Німеччини проти СРСР, командир мотоциклетної роти розвідувального батальйону. Бої в Україні й на Дону. В серпні 1941 року- Срібний знак за поранення. З листопада 1941 року — командир батальйону, гауптштурмфюрер. У грудні 1941 року нагороджений Золотим німецьким хрестом.
За бої на Північному Кавказі у вересні 1942 року нагороджений Лицарським хрестом (у квітні 1942 року — Золотий знак за поранення і знак за піхотні атаки).
У листопаді 1943 року за бої в районі Харкова і Києва нагороджений Дубовим листям до Лицарського хреста (№ 327), звання штурмбанфюрера.
В лютому 1944 року воював у котлі в районі Черкас, у квітні 1944 року — в казані в районі Ковеля. В липні 1944 року нагороджений Мечами (№ 77) до Лицарського хреста з Дубовим листям. У серпні 1944 року підвищений до звання оберштурмбанфюрера.
У квітні 1945 року в боях в Угорщині був поранений в 16-й раз, помер у госпіталі 17 квітня 1945 року.

## Кар'єра в СС
- Анвертер СС: 1 травня 1933 року
- Манн СС: 1 жовтня 1934 року
- СС-Роттенфюрер: 1 червня 1935 року
- Унтершарфюрер СС: 15 листопада 1935 року
- Шарфюрер СС: 20 квітня 1937 року
- Обершарфюрер СС: 23 грудня 1934 року
- Оберюнкер СС: 1 квітня 1938 року
- Унтерштурмфюрер СС: 9 листопада 1938 року
- Оберштурмфюрер СС: 11 березня 1940 року
- Гауптштурмфюрер СС: 9 листопада 1941 року
- Штурмбаннфюрер СС: 9 листопада 1943 року
- Оберштурмбанфюрер СС: 18 серпня 1944 року

## Нагороди
- Німецька імперська відзнака за фізичну підготовку в бронзі
- Спортивний знак СА
- Німецький кінний знак в бронзі
- Відзнака Німецької асоціації порятунку життя в бронзі
- Залізний хрест
  - 2-го класу (14 листопада 1939)
  - 1-го класу (20 серпня 1940)
- Медаль «У пам'ять 1 жовтня 1938» із застібкою «Празький град» (12 червня 1940)
- Нагрудний знак «За поранення» — отримав 16 поранень.
  - в чорному (20 жовтня 1940)
  - в сріблі (20 серпня 1941)
  - в золоті (20 квітня 1942)
- Німецький хрест в золоті (27 грудня 1941)
- Медаль «За зимову кампанію на Сході 1941/42» (1 вересня 1942)
- Лицарський хрест Залізного хреста з дубовим листям і мечами
  - лицарський хрест (27 листопада 1942)
  - дубове листя (13 листопада 1943)
  - мечі (9 липня 1944)
- Нагрудний знак ближнього бою
  - в бронзі (15 вересня 1943)
  - в сріблі (3 травня 1944)
- Нарукавний знак «За знищений танк» (28 квітня 1944)